# Алиса (голосовой помощник)
Али́са — виртуальный голосовой помощник, созданный компанией Яндекс. Распознаёт естественную речь, имитирует живой диалог, даёт ответы на вопросы пользователя и благодаря запрограммированным навыкам решает прикладные и трудные задачи. Алиса работает на смартфонах, планшетах, компьютерах и автомобилях. По данным Яндекса, месячная аудитория Алисы по состоянию на декабрь 2019 года составила 45 млн человек при более чем миллиарде запросов за год.

## История
Разработка Алисы началась в конце 2016 года, когда на IT-рынке сформировалось направление на развитие виртуальных ассистентов: на рынке уже были представлены Siri от Apple, Google Assistant, Amazon Alexa и Cortana от Microsoft (из них на русском языке на тот момент работала только Siri). На тот момент Яндекс уже реализовал голосовое управление в Поиске, Навигаторе и других приложениях и занялся созданием голосового помощника, способного взаимодействовать с человеком в режиме осмысленного диалога, — принципиально более сложной системы, использующей многослойную нейросеть.

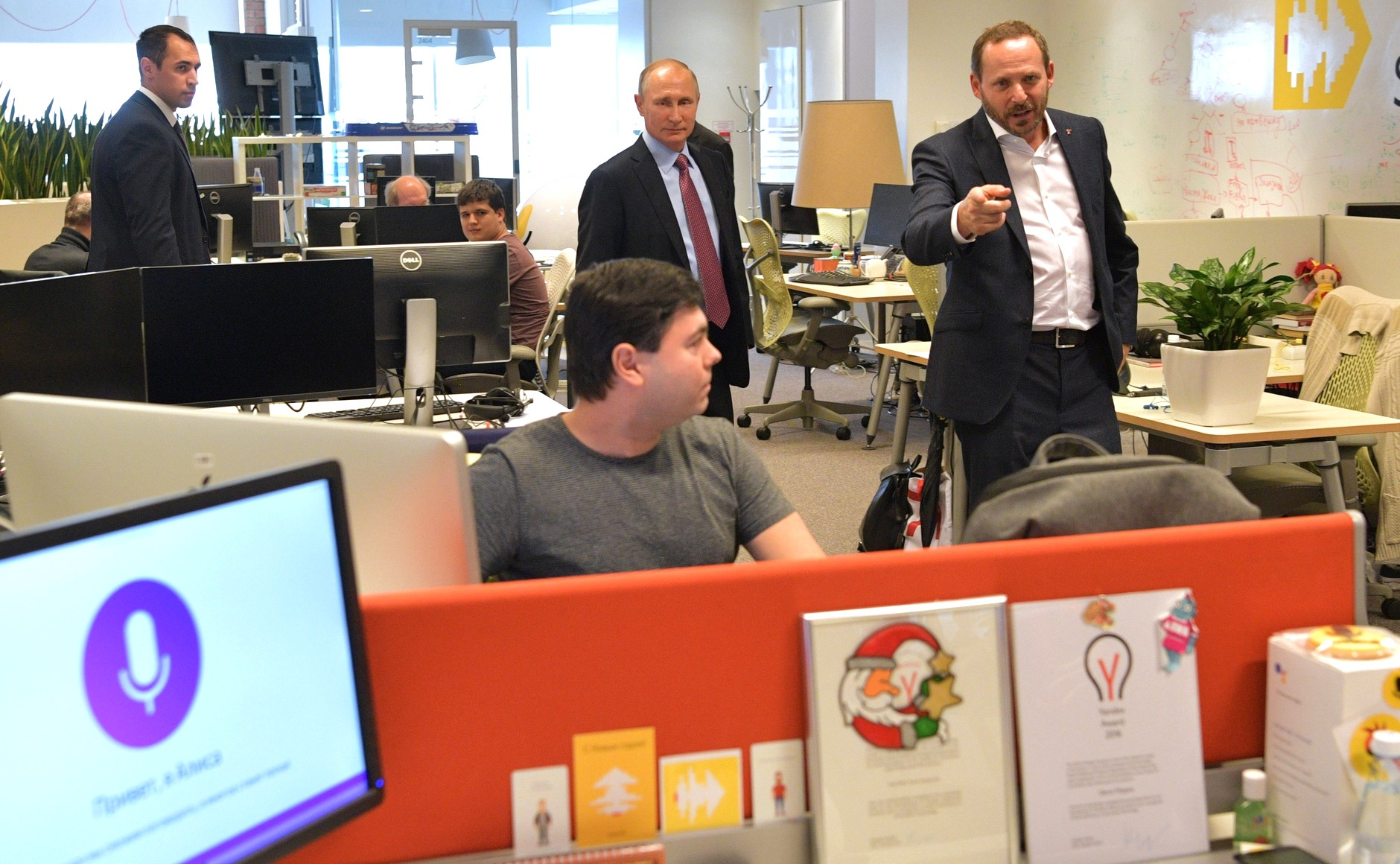
Визит Владимира Путина в офис «Яндекса»

Тестирование Алисы началось весной 2017 года, а 21 сентября Алису представили Владимиру Путину в ходе посещения президентом Яндекса накануне 20-летнего юбилея компании. Во время непродолжительного диалога глава государства задал голосовому помощнику несколько вопросов, в том числе поинтересовался её самочувствием. Об официальном запуске Алисы было объявлено 10 октября 2017 года: ассистент появился в поисковом приложении Яндекса для Android и iOS и бета-версии голосового помощника для Microsoft Windows.
Согласно статистике Яндекса, опубликованной в мае 2018 года, Алиса установлена в 53 % смартфонов в России и доступна в навигаторе в более чем 20 млн автомобилей.
В мае 2023 года в Алису внедрили генеративный ИИ YandexGPT, благодаря чему она научилась писать тексты, предлагать идеи и составлять планы. В апреле 2024 года Яндекс представил версию Алисы вместе с опцией «Про», которая работает на языковой модели YandexGPT-3. В октябре 2024 года была обновлена до новой языковой модели YandexGPT-4. В феврале 2025 года была обновлена до новой языковой модели YandexGPT-5.
В октябре 2024 года было выпущено самостоятельное мобильное приложение «Алиса» для операционных систем Android и IOS.

### Имя и личность
Особенностью Алисы стала личность, разработанная коллективом Яндекса вместе с журналистом и бывшим руководителем группы маркетинга компании Владимиром Гуриевым. Было решено, что голосовым ассистентом станет молодая ироничная девушка, готовая помочь владельцу смартфона. Голосом Алисы стала актриса дубляжа Татьяна Шитова, озвучившая большинство героинь Скарлетт Йоханссон и голос операционной системы OS1, назвавшей себя Саманта в российском дубляже фильма Спайка Джонза «Она».
Выбор имени голосового помощника проходил в несколько этапов. Для начала был сформирован список требований: в имени не должно было быть буквы эр, которую не выговаривают маленькие дети, также имя не должно было входить в расхожие фразы. По этой причине было «забраковано» имя «Майя», которое могло ошибочно распознаваться в сочетаниях вроде «девятое мая». Также, чтобы снизить количество ложных срабатываний, имя не должно было входить в число наиболее распространённых. Сперва сотрудники «Яндекса» составили список имён, которые, по их мнению, подходили голосовому помощнику по характеру. На основе этого списка был составлен опрос для пользователей Яндекс.Толоки, участникам которого требовалось определить черты характера девушки по имени. В итоговом опросе с большим отрывом победило имя «Алиса». В тестировании имени, которое проходило в течение пяти месяцев, приняли участие несколько десятков тысяч человек. Для семей, в которых есть другие Алисы, голосовому ассистенту добавили опциональную активацию по команде «Слушай, Яндекс».

## Технологии
Алиса встроена в разные приложения Яндекса: поисковое приложение, Яндекс.Навигатор, Лончер и в мобильную и десктопную версии Яндекс.Браузера.
Общение с ассистентом возможно голосом и вводом запросов с клавиатуры. Алиса отвечает или прямо в диалоговом интерфейсе, или же показывает поисковую выдачу по запросу или нужное приложение. Кроме ответов на вопросы, Алиса умеет решать прикладные задачи: включить музыку, поставить будильник/таймер, вызвать такси или поиграть в игры.

### Анализ запроса и формирование ответа
Распознать голосовой запрос Алисе помогает технология SpeechKit. На этом этапе происходит отделение голоса от фоновых шумов. Разобраться с акцентами, диалектами, сленгами и англицизмами алгоритмам позволяет накопленная Яндексом база из миллиарда произнесённых в разных условиях фраз.
На следующем этапе наделить запрос смыслом и подобрать правильный ответ позволяет технология Turing, своим названием отсылающая к Алану Тьюрингу и его тесту. Благодаря ей Алиса может не только давать ответы на конкретные вопросы, но и общаться с пользователем на отвлечённые темы. Для этого текст запроса дробится на токены, как правило, это отдельные слова, которые в дальнейшем отдельно анализируются. Для максимально точного ответа Алиса учитывает историю взаимодействия с ней, интонацию запроса, предыдущие фразы и геопозицию. Это объясняет тот факт, что на один вопрос разные пользователи могут получить разные ответы.
Первоначально нейросеть Алисы обучали на массиве текстов из классики русской литературы, включая произведения Льва Толстого, Фёдора Достоевского, Николая Гоголя, а затем — на массивах живых текстов из Интернета. Как рассказывал глава управления машинного обучения Яндекса Михаил Биленко в интервью изданию Meduza, в ходе ранних тестов в манере общения Алисы появилась дерзость, которая удивляла и забавляла пользователей. Чтобы дерзость не перешла в хамство и чтобы ограничить рассуждения Алисы на темы, связанные с насилием, ненавистью или политикой, в голосового помощника была внедрена система фильтров и стоп-слов.
Последний этап — озвучивание ответа — реализуется с помощью технологии Text-to-speech. Основой служат записанные в студии 260 тысяч слов и фраз, которые затем были «порезаны» на фонемы. Из этой аудиобазы нейросеть собирает ответ, после чего интонационные перепады в готовой фразе сглаживаются нейросетью, что приближает речь «Алисы» к человеческой.
В апреле 2024 года компания представила обновленную «Алису» на основе YandexGPT с отдельным чатом и платную версию помощника «Алиса Про» с нейросетью YandexGPT 3 Pro. В феврале 2025 года в чат с «Алисой» была внедрена языковая модель YandexGPT 5 Pro, поддерживающая русский и английский языки

### Навыки
Помимо сервисов Яндекса, в Алису могут быть интегрированы сторонние сервисы. В 2018 году компания расширила возможности Алисы через систему навыков, использующих платформу голосового помощника для взаимодействия с пользователем. Навыки — это чат-боты и другие интернет-сервисы, активирующиеся по ключевой фразе и работающие в интерфейсе «Алисы». Первый «навык» был анонсирован Яндексом в феврале 2018 года: голосовой помощник научился заказывать пиццу из ресторанов Papa John's.
В марте 2018 года Яндекс открыл для сторонних разработчиков платформу Яндекс. Диалоги, предназначенную для публикации новых навыков и их подключения к Алисе. «Диалоги» также позволяют подключить чаты с операторами к сервисам Яндекса. Уже к апрелю 2018 года на платформе Яндекс. Диалогов были опубликованы более 3 тысяч навыков, более 100 прошли модерацию. Благодаря навыкам Алису обучили работе диктором: голосовая помощница Яндекса приняла участие в апрельской акции по проверке грамотности «Тотальный диктант» и прочитала диктант в Новосибирском государственном университете.
В конце мая на Yet Another Conference 2018 Яндекс сообщил, что благодаря навыкам Алиса научилась понимать, что изображено на фотографии, и распознает марку машины, породу кошки или собаки, незнакомое здание или памятник, способна назвать знаменитость или произведение искусства. Для товаров Алиса найдёт похожие варианты на Яндекс.Маркете или в поиске Яндекса. В ноябре 2018 года Яндекс обучил Алису заказывать товары на своём новом маркетплейсе «Беру».
В октябре 2018 года, когда Алисе исполнился год, Яндекс запустил программу «Премия Алисы». В её рамках компания планировала ежемесячно награждать авторов лучших навыков и до конца года выплатить более миллиона рублей. По данным компании, с марта по ноябрь 2018 года разработчики создали 33 тысячи навыков.
В начале ноября Яндекс дал возможность авторам навыков выбирать голос Алисы для озвучивания сообщений, добавив четыре новых варианта: Джейн, Эрмила, Захара и Эркана Явас.
В августе 2019 года Tele2 совместно с Яндекс запустила навык для Алисы, позволяющий абонентам любых операторов бесплатно найти потерянный дома или в офисе телефон. Пользователь может воспользоваться голосовой командой «Алиса, попроси Tele2 найти мой телефон» на любом гаджете, где есть Алиса, и Tele2 позвонит на номер, привязанный к устройству.

## Устройства с «Алисой»
В середине апреля 2018 года газета «Коммерсантъ» опубликовала статью о находящейся в разработке аппаратной платформе Yandex.io, предназначенной для интеграции голосового управления на базе Алисы в пользовательскую электронику. Список производителей, с которыми велись переговоры, компания не раскрывала.
Первой аппаратной разработкой на базе Yandex.io со встроенной Алисой стала умная колонка Яндекс Станция, которую компания представила в конце мая на конференции Yet another Conference-2018 в Москве. В колонку встроено пять динамиков совокупной мощностью 50 Вт и семь микрофонов. Яндекс установил цену на «Станцию» в 9990 рублей.
В августе 2018 года производитель носимой электроники Elari выпустил детские «умные» часы Elari KidPhone 3G со встроенной «Алисой». Часы стали первым устройством со встроенным голосовым помощником Яндекса, выпущенным сторонней компанией.
19 ноября 2018 года Яндекс представил две бюджетных колонки, оснащённых Алисой. Производителями выступили компании Irbis и DEXP. От Яндекс Станции за 9990 рублей колонки отличаются втрое меньшей ценой (3290 рублей), менее мощным звуком (у Irbis A только один динамик мощностью 2 Вт и два микрофона) и меньшими размерами.
5 декабря 2018 года Яндекс представил свой первый смартфон — Яндекс.Телефон. В его интерфейсе Алиса заняла центральное место. Её информер на главном экране может показывать информацию о погоде, пробках и т. п. Голосовой помощник может ответить на запрос и при заблокированном экране телефона.
9 октября 2019 года Яндекс представил свою новую умную колонку Яндекс Станцию Мини. От Яндекс Станции за 9990 рублей колонка отличалась меньшей ценой (3990 рублей), а также с ней можно взаимодействовать с помощью жестов.
9 июня 2020 года производитель аудиотехники JBL представил в России две новые модели умных колонок с поддержкой голосового помощника Алиса — стационарную модель JBL Link Music и портативную JBL Link Portable. Устройства отличаются объёмным звуком 360° и мощностью динамиков 20 Вт. Портативная модель защищена от воды и работает до восьми часов без подзарядки. С помощью док-станции её можно сделать стационарной.
25 ноября 2020 года Яндекс представил свою новую умную колонку — Яндекс Станция Макс. Она сохранила корпус предыдущей модели, получила LED-экран, трёхполосный звук совокупной мощностью 65 Вт и поддерживает видео в 4k.
6 июля 2021 года Яндекс представил уменьшенную версию Станции Мини — Яндекс Станция Лайт. На момент анонса Станции Лайт её родоначальная версия Станция Мини стоила уже 6990 рублей.
В августе 2023 года появились Яндекс ТВ Станция и Яндекс ТВ Станция Про. Они позиционируются производителем как новая категория телевизоров, объединяющих умную колонку с Алисой и Smart TV.

## Конструкторы навыков
Для создания навыков для Алисы можно воспользоваться конструкторами навыков. Чтобы создать навык, необходимо задать его алгоритм в специальном визуальном конструкторе. Конструктор представляет собой дерево с множеством условных переходов (ветвей). Можно передать заявки от клиентов из Алисы в amoCRM, Битрикс24, Google-таблицы и на электронную почту.

## Критика
В мае 2024 года заместитель председателя Совета безопасности Дмитрий Медведев раскритиковал в своем телеграм-канале нейросеть YandexGPT, на основе которой работает виртуальный помощник «Алиса». По словам зампреда Совбеза, разработанный компанией искусственный интеллект не даёт ответов на «нейтральные» вопросы, косвенно связанные с политикой. Медведев счёл, что такой подход «подрывает доверие» к «Яндексу». В самой компании не стали комментировать высказывания политика.

## На других языках
С марта 2019 года «Алиса» доступна на турецком языке в приложении «Яндекс.Навигатор» под названием Alisa с ударением на последний слог. Озвучила «Алису» турецкая актриса дубляжа Селяй Ташдоген.
В июне 2024 года «Алиса» стала понимать и говорить на казахском языке.
Для арабоязычных стран доступен виртуальный голосовой помощник Yasmina, основанный на технологиях Алисы. Yasmina поддерживает арабский и английский языки и учитывает культурные особенности региона. Выпуск голосового помощника Yasmina осуществляются от имени компании Yango — международного бренда Яндекс.

## Прочее
Пользователи положительно оценили способность Алисы поддерживать беседу, шутить и давать ответы на нетривиальные вопросы. С запуском голосового помощника в СМИ вышли многочисленные репортажи со скриншотами чатов, в которых в ответ на провокационные запросы Алиса повела себя неожиданным для пользователя образом: часто дерзила, дразнилась, спорила и отказывалась выполнять команды. В беседе двух Алис одна другой посоветовала выброситься в окно. Алиса продемонстрировала, что понимает вопрос про миелофон, а также умение рассказывать анекдоты о роботах и читать известные стихи, добавляя к ним технологические термины, понимает жаргон.
Алиса появлялась в русскоязычной версии мультфильма «Монстры на каникулах 3: Море зовёт»: в одном из эпизодов главный герой Дракула общался с голосовым помощником (данный product placement используется в рамках исключительной договорённости Яндекса с Sony Pictures Entertainment, в прокате для других стран голосовой поисковик остался обезличен). Ещё раньше с ней общались герои российского фильма «Я худею». В 2018 году вышел фильм «Алиса», снятый Василисой Кузьминой при поддержке продюсерской компании Bazelevs Тимура Бекмамбетова. Сюжет короткометражки выстроен вокруг общения Алисы — бортового компьютера и водителя «Яндекс.Такси».
29 ноября 2019 года голосовой помощник Алиса была ведущей XVIII международного музыкального фестиваля «Авторадио Дискотека 80-х» в спортивном комплексе «ЦСКА Арена» в Москве.
В феврале 2020 года СМИ анонсировали, что голосовой помощник Алиса станет соведущей Ивана Урганта на Матче всех звёзд в Москве, который состоялся 16 февраля на «ВТБ Арене».